# Christoph Scheytt

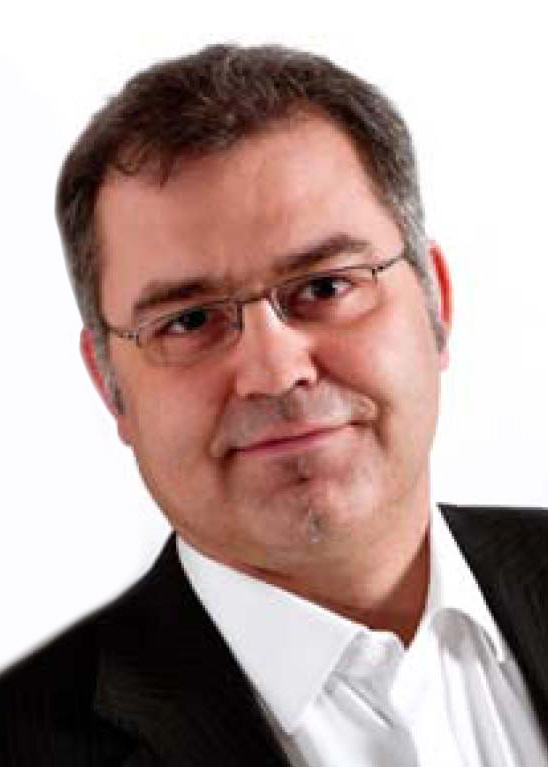
Christoph Scheytt

Christoph Scheytt (* 27. März 1967 in Backnang / Württemberg) ist deutscher Elektrotechniker und Inhaber des Lehrstuhls für Schaltungstechnik am Heinz Nixdorf Institut der Universität Paderborn.

## Werdegang
Scheytt studierte ab 1989 Elektrotechnik an der Ruhr-Universität Bochum. Das Studium schloss er 1995 ab. Im Anschluss war Scheytt wissenschaftlicher Mitarbeiter am Lehrstuhl für Integrierte Schaltungen der Ruhr-Universität Bochum. 2000 promovierte Scheytt mit Auszeichnung zum Dr.-Ing. (Dissertationsschrift: „Bitratenflexible Takt- und Datenrückgewinnungsschaltungen für bitratentransparente Glasfasersysteme“).
Zur gleichen Zeit gründete er zusammen mit Günter Grau die advICo microelectronics GmbH mit Sitz in Recklinghausen, die er als Geschäftsführer leitete. Im Jahr 2006 schied Scheytt aus der advICo als Geschäftsführer aus, um ein Angebot des Innovations for High Performance Microelectronics/Leibniz-Institut für innovative Mikroelektronik, Frankfurt (Oder) (IHP) anzunehmen. Im März 2006 wurde er Leiter der Abteilung Schaltungsentwurf am IHP für Innovative Mikroelektronik.
Seit März 2012 ist Scheytt Leiter der Fachgruppe Schaltungstechnik am Heinz Nixdorf Institut.

## Forschungsschwerpunkte
Scheytt ist ein Experte für den Entwurf von integrierten Schaltungen und Systemen auf Basis nano-/mikroelektronischer Chiptechnologien. Der Fokus seiner Forschungsarbeiten liegt zum einen auf Chips für die Funkkommunikation und Funksensorik bis zu sehr hohen Frequenzen (wenige GHz bis über 300 GHz). Zum andern forscht er an Chips für optische Anwendungen, z. B. für die schnelle optische Kommunikation (bis über 400 Gbit/s), die optische Sensorik und die elektronisch-photonische Signalverarbeitung. Für diese Schaltungstechniken werden neben Siliziumtechnologien (CMOS, BiCMOS) auch neuartige Siliziumphotonik-Technologien verwendet, die es ermöglichen, nano-photonische und nano-elektronische Schaltungen auf einem Chip zu kombinieren. 
Anwendungen der Forschungsarbeiten im Bereich Chips für die Funktechnik betreffen die drahtlose Kommunikation bei sehr hohen Trägerfrequenzen (mm-Wellen, THz) und RFID, sowie Sensorikanwendungen wie Kfz-Radar, Drohnen-Radar und die industrielle Funkmesstechnik. Anwendungen im Bereich der Chips für optische Signale betreffen die Glasfaserkommunikation (Weitverkehrsnetze, Daten-Center, Quantenkommunikation) und die optische Sensorik (LIDAR für autonome Fahrzeuge, Gassensorik, Spektroskopie), sowie elektronisch-photonische Analog-Digital-Wandler und Digital-Analog-Wandler.  

## Weitere Funktionen
Scheytt war an der Entwicklung einer der weltweit ersten 60 GHz Transceiver für schnelles WLAN (802.11ad) beteiligt. Er leitete das EU-Projekt SUCCESS, in dem das weltweit kleinste Radarsystem entwickelt und erprobt wurde. Als Autor und Co-Autor kann Scheytt mehr als 100 referierte Konferenzbeiträge und Zeitschriftenartikel aufweisen.
Er hält mehr als 15 deutsche und internationale Patente.
Scheytt ist Vorsitzender des geschäftsführenden Vorstands des Heinz Nixdorf Instituts in Paderborn, Vorstandsmitglied des CeOPP (Center of Optopelectronics and Photonics Paderborn) und leitet  das  Schwerpunktprogramm „Electronic-Photonic Integrated Systems for Ultrafast Signal Processing“ (SPP2111) der Deutschen Forschungsgemeinschaft (DFG). 